# تاكاشي أمانو
تاكاشي أمانو مواليد 13 أبريل 1986 في يوكوهاما، كاناغاوا، اليابان، هو لاعب كرة قدم ياباني يلعب لنادي يوكوهاما مارينوس كمدافع.

## المسيرة الاحترافية

### أندية لعب لها
- يوكوهاما مارينوس

## روابط خارجية
- تاكاشي أمانو على موقع رابطة كرة القدم اليابانية للمحترفين (اليابانية)
- تاكاشي أمانو على موقع قاعدة بيانات كرة القدم.إي يو (الإنجليزية)
- تاكاشي أمانو على موقع Soccerway.com (الإنجليزية)
- تاكاشي أمانو على موقع عالم كرة القدم.نت (الإنجليزية)